# Luběnice
Luběnice jsou obec v okrese Olomouc v Olomouckém kraji. Žije zde 500 obyvatel.

## Historie
První písemná zmínka o obci pochází z roku 1297 (in Lubenicz).

## Obyvatelstvo
| Rok            | 1869 | 1880 | 1890 | 1900 | 1910 | 1921 | 1930 | 1950 | 1961 | 1970 | 1980 | 1991 | 2001 | 2011 | 2021 |
| -------------- | ---- | ---- | ---- | ---- | ---- | ---- | ---- | ---- | ---- | ---- | ---- | ---- | ---- | ---- | ---- |
| Počet obyvatel | 283  | 335  | 361  | 421  | 495  | 502  | 483  | 479  | 485  | 479  | 475  | 409  | 406  | 436  | 466  |
| Počet domů     | 49   | 58   | 65   | 75   | 82   | 88   | 104  | 121  | 120  | 127  | 127  | 128  | 131  | 148  | 167  |

## Obecní správa
Mezi lety 1869–1976 Luběnice byly obcí v okrese Olomouc (1869–1910), posléze v okrese Olomouc-venkov (1921–1930), poté v okrese Olomouc-okolí (1950) a později opět v okrese Olomouc. Od 23. října 1976 do 23. listopadu 1990 patřily jako část obce k Lutínu a od 24. listopadu 1990 jsou opět samostatnou obcí.

### Obecní symboly
Znak a vlajka byly obci uděleny rozhodnutím předsedy Poslanecké sněmovny Parlamentu České republiky dne 26. listopadu 1999.

## Osobnosti
- František Štěpánek (1872–1934), podnikatel v obuvnictví, starosta Zlína a poslanec Moravského zemského sněmu

## Galerie

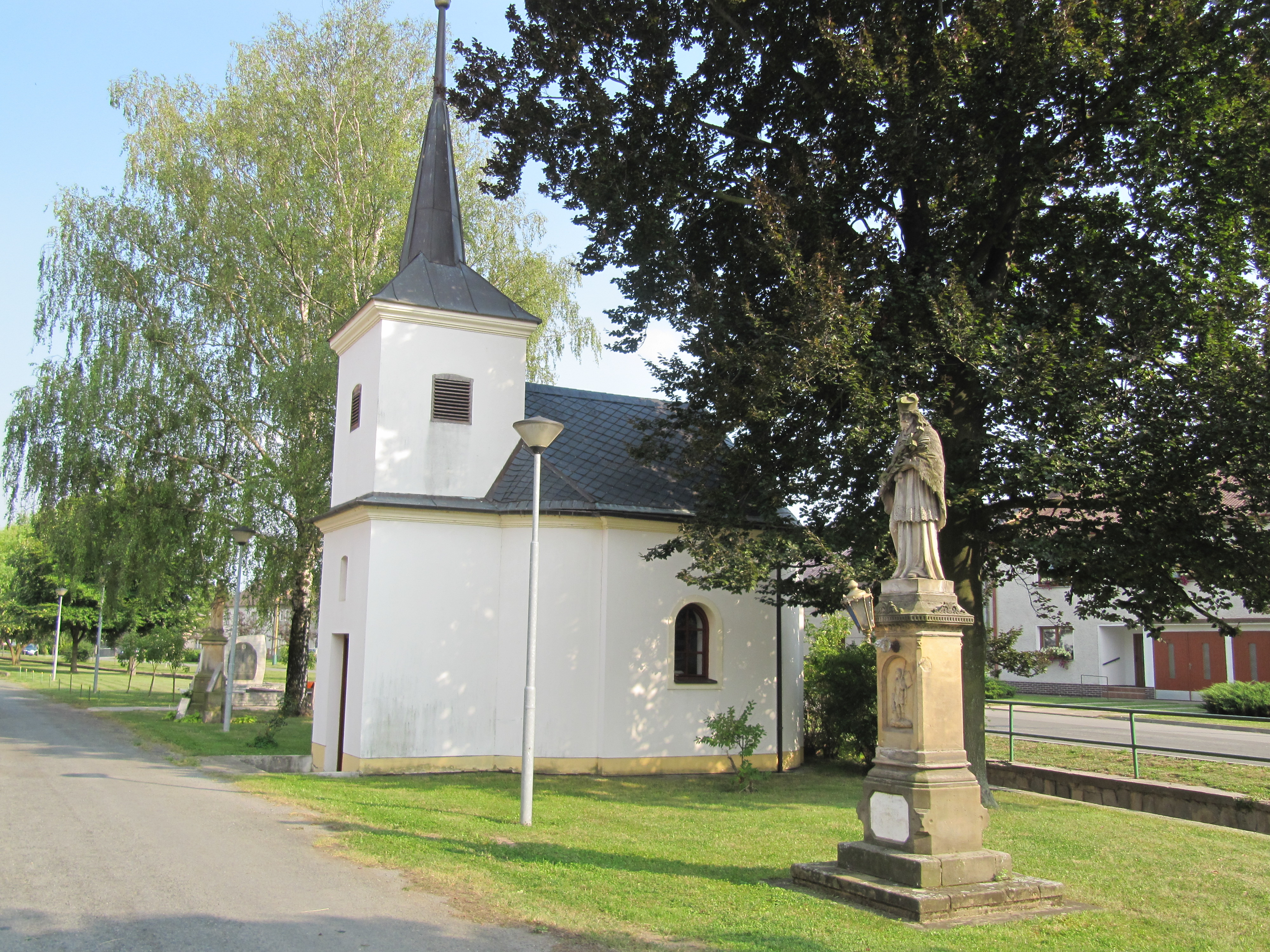
Kaple Panny Marie Pomocné a socha svatého Jana Nepomuckého
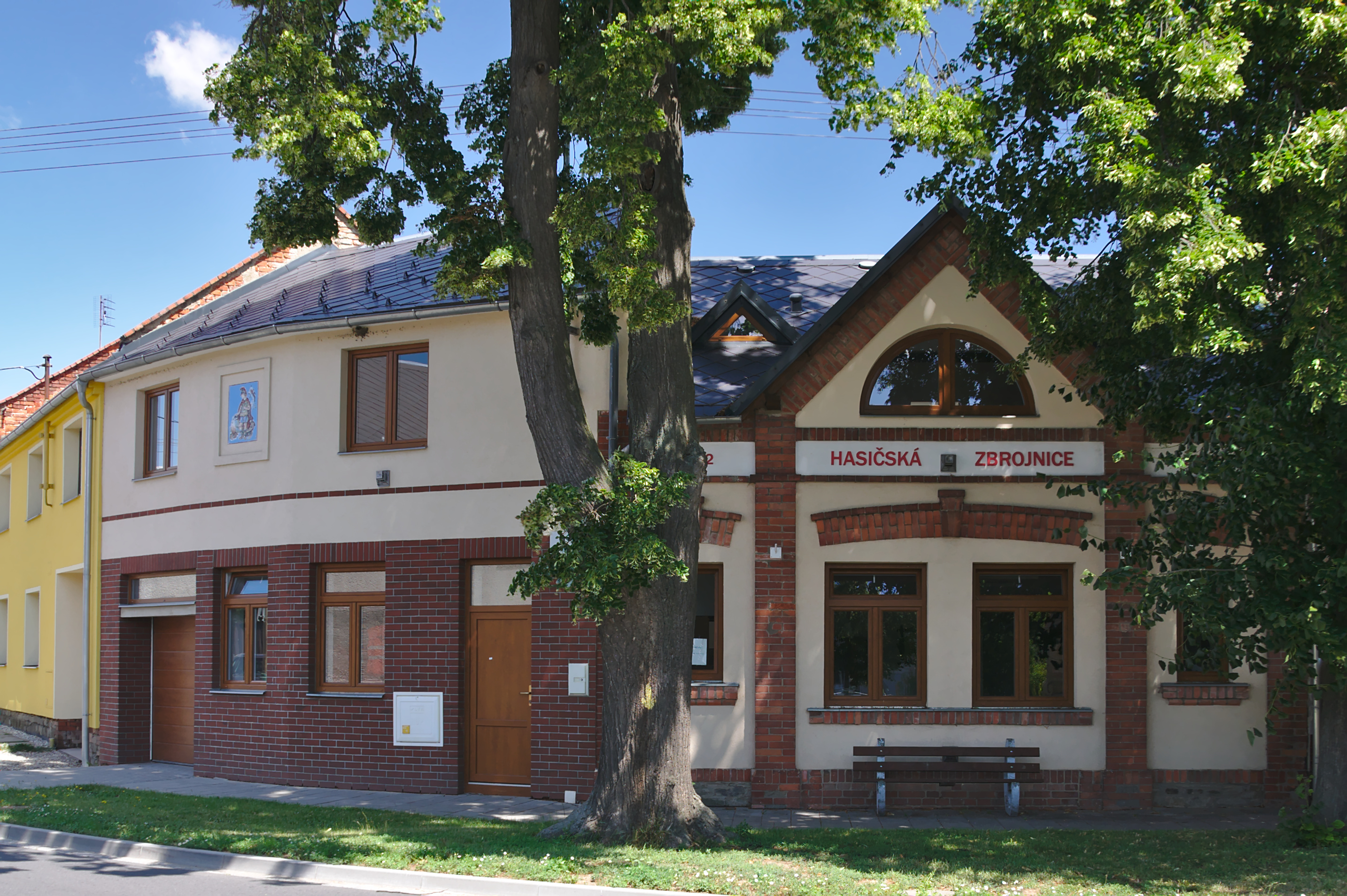
Hasičská zbrojnice
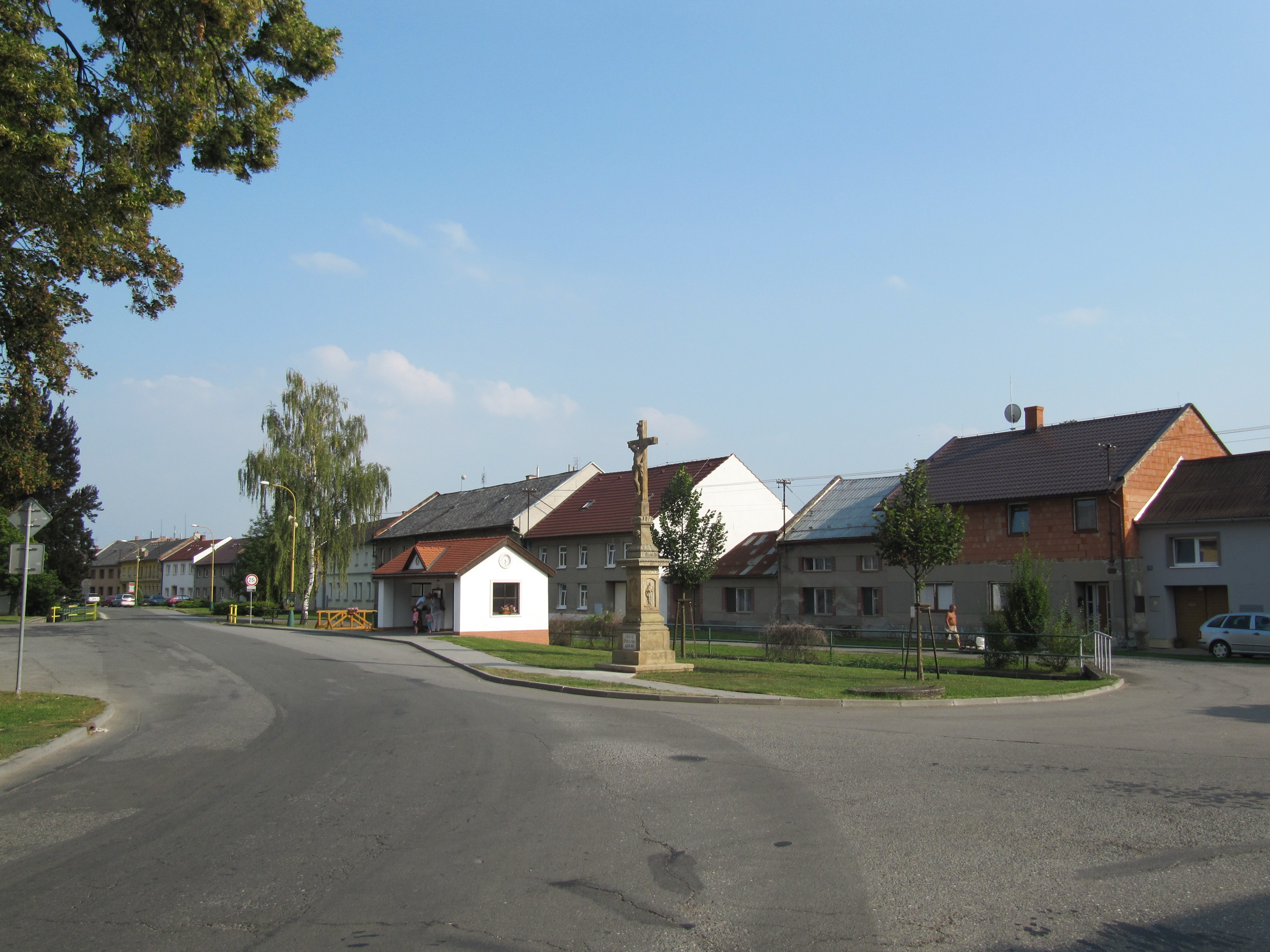
Náves
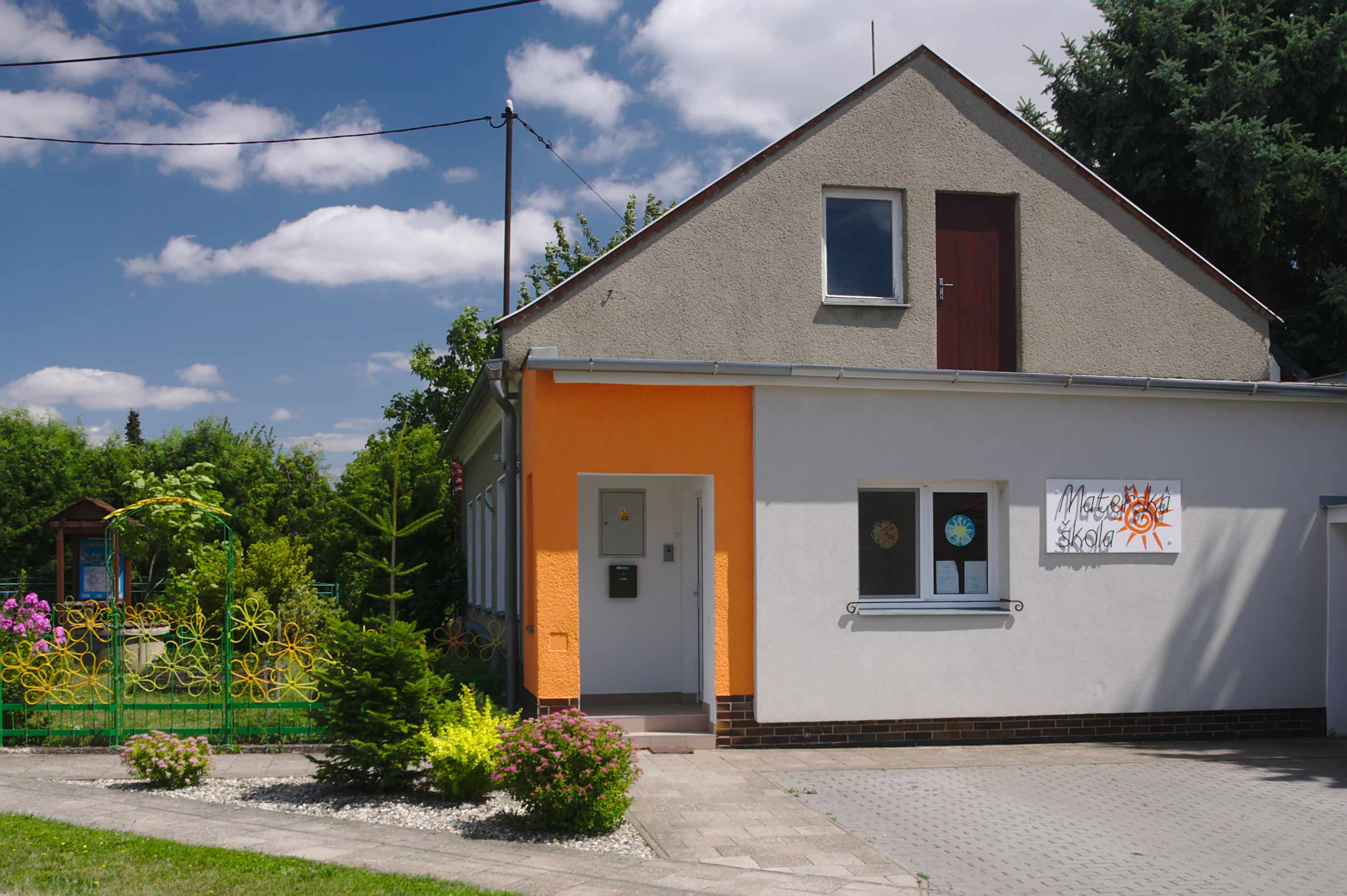
Mateřská škola
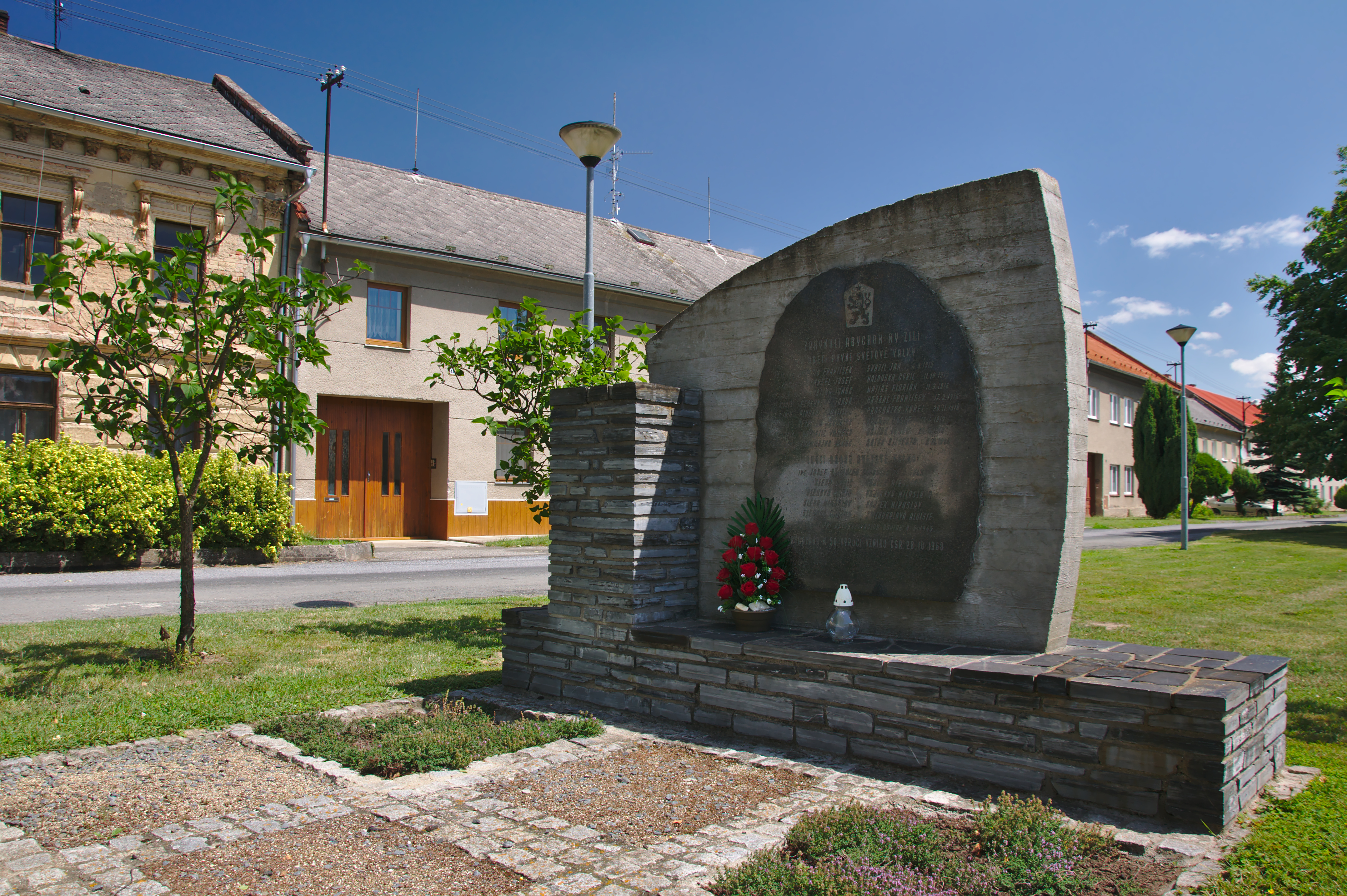
Pomník